# Nothosauridae
De Nothosauridae zijn een familie van uitgestorven reptielen. De familie vormt de veruit grootste groep binnen de Nothosauria.

## Leefwijze
Deze dieren hadden zich zeer goed aan een leven in het water aangepast. Tussen de tenen bevonden zich zwemvliezen. In hun neusgaten hadden ze zoutklieren, die overvloedig zout afzonderden. Door te niezen, werd dit zout in minuscule waterdruppels uitgescheiden. Zo werd de zouthuishouding in hun lichaam geregeld. De tanden in de onder- en bovenkaak grepen in elkaar en vormden zo een vervaarlijk gebit, waarmee vissen werden gevangen.

## Indeling
- † Anomosaurus Huene, 1902
- † Ceresiosaurus Peyer, 1931
- † Conchiosaurus Meyer, 1833
- † Lariosaurus Curioni, 1847
- † Metanothosaurus Yabe & Shikana, 1948
- † Nothosaurus Munster, 1834
- † Paranothosaurus Peyer, 1939
- † Proneusticosaurus Volz, 1902